# Amiga Unix
En 1990, Commodore-Amiga, Inc. realizó una versión completa del Unix System V Release 4 de AT&T para la familia de computadoras Commodore Amiga (además del sistema operativo propietario AmigaOS que se incluía con estos computadores por defecto), de manera coloquial se conocía como Amix. Se incluía con el Amiga 3000UX, el UNIX de Commodore fue una de las primeras versiones del SVR4 para la arquitectura Motorola 68000.
Contrariamente a la creencia popular de que los Amiga eran fundamentalmente máquinas de jugar, esta versión fue considerada uno de los mejores Unices de su tiempo por los entusiastas del Amiga. El Amiga A3000UX incluso llamó la atención de Sun Microsystems, aunque finalmente no surgiera nada de ésta.
A diferencia del A/UX de Apple, Amiga UNIX no contaba con una capa de compatibilidad que permitiera ejecutar aplicaciones de AmigaOS bajo Unix. Con sólo unas pocas aplicaciones nativas que aprovechasen las significativas ventajas multimedia del Amiga, el Amiga Unix no pudo encontrar un nicho en el mercado altamente competitivo de las estaciones Unix de los noventa. El precio de aproximadamente 7000 dólares americanos para el A3000UX, no era demasiado atractivo comparado con otros sistemas UNIX de bajo coste del momento, como por ejemplo el NeXTstation (5.000 $ para el sistema básico, con muchas más aplicaciones disponibles), el SGI Índigo (a partir de 8.000 $), o el DECstation 5000/25 (a partir de 5.000 $). Sun, HP, e IBM tenían sistemas con precios similares. El procesador 68030 del A3000UX era mucho menos potente comparado con sus competidores basados en procesadores RISC.

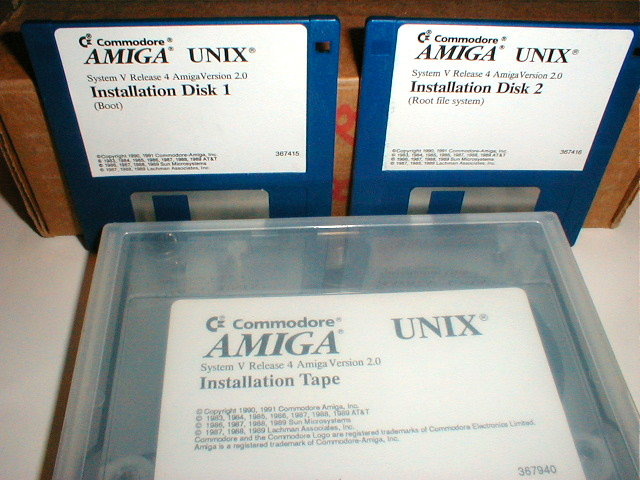
Los discos de instalación de Amiga Unix. Adicionalmente venía una cinta para streamer con el grueso del sistema en ella.

Al igual que muchas otras variantes de Unix con pequeñas cuotas de mercado, Amiga Unix entró en los anales de la historia informática a raíz de que su fabricante, Commodore, se fuera a la bancarrota. Hoy en día, sistemas basados en Unix tales como Minix, NetBSD y GNU-Linux están disponibles para la plataforma Amiga, pero el Unix comercial bajo licencia de AT&T no ha vuelto a la escena.